# Municipio de Mitchell (Iowa)
Mitchell Township es un municipio del condado de Mitchell, Iowa, Estados Unidos. Según el censo de 2020, tiene una población de 358 habitantes.
La subdivisión tiene un código censal Z1, que indica que no está en funcionamiento (non-functioning subdivision).

## Geografía
Está ubicado en las coordenadas 43°20′5″N 92°50′25″O / 43.33472, -92.84028. Según la Oficina del Censo de los Estados Unidos, tiene una superficie total de 72.12 km², de la cual 71.69 km² corresponden a tierra firme y (0.59 %) 0.43 km² son agua.

## Demografía
Según el censo de 2020, hay 358 personas residiendo en la región. La densidad de población es de 4.99 hab./km². El 99.16 % de los habitantes son blancos y el 0.84 % son de una mezcla de razas. Del total de la población, el 0.56 % son hispanos o latinos de cualquier raza.